# 2013-as oroszországi meteoresemény
Koordináták: é. sz. 55° 09′ 17″, k. h. 61° 22′ 33″55.154722°N 61.375833°E

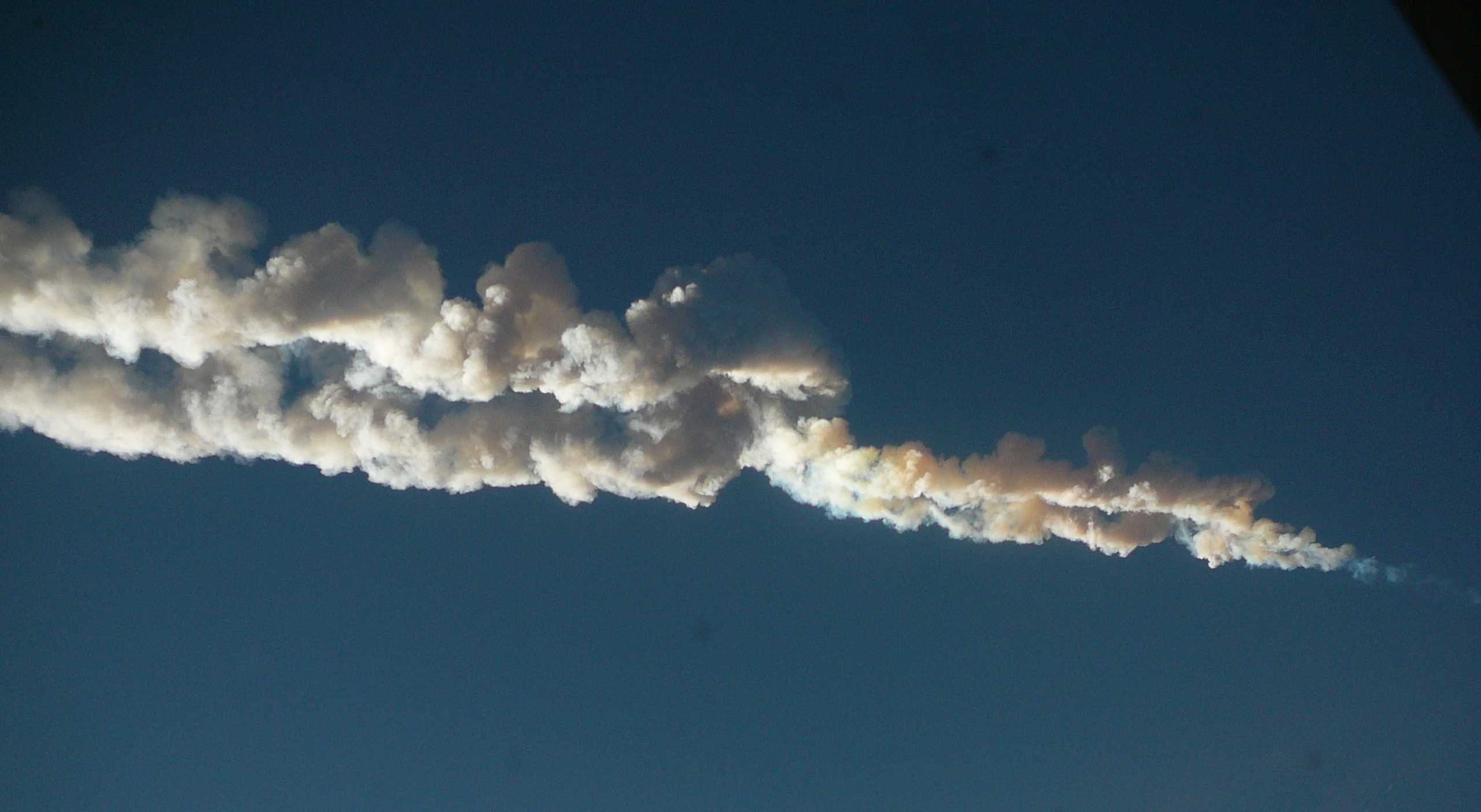
A meteor nyoma az égbolton sokáig látható maradt

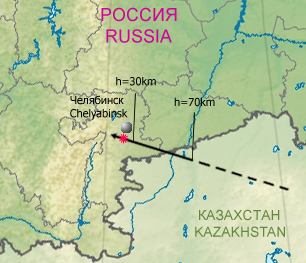
A meteor útja keleti-délkeleti irányból Cseljabinszk felé

Egy meteor légkörben megtett útja

A 2013-as oroszországi meteoresemény 2013. február 15-én, közép-európai idő szerint reggel 4 óra 20 perckor bekövetkezett esemény volt az oroszországi Cseljabinszk felett, ahol egy légkörbe belépő, becslések szerint 17 méter átmérőjű, 10 ezer tonnás bolida erős fényjelenség és hanghatás kíséretében felrobbant. Az eseményt több videófelvétel is megörökítette, ami az egyik legjobban dokumentált meteorhullássá tette. A robbanás következtében mintegy 1200-an megsebesültek, s jelentős anyagi kár keletkezett.

## Az esemény leírása
2013. február 15-én, közép-európai idő szerint reggel 4 óra 20 perckor, helyi idő szerint reggel 9 óra 20 perckor egy meteor lépett be a Föld légkörébe az oroszországi Cseljabinszk felett, majd nem sokkal később erős fényjelenség és hanghatás kíséretében felrobbant. A robbanást és a fényjelenséget (ami nem sokkal a helyi napfelkelte, 9:17 után kezdődött, s mintegy fél percen át tartott), több videófelvételen megörökítették, ami az eseményt az egyik legjobban dokumentált meteorhullássá tette. Az orosz katasztrófavédelem megerősítve az amatőr észleléseket, hivatalosan közölte, hogy meteor érte el a Föld légkörét, ami részben elégett a légkörben, majd felrobbant. Cseljabinszk polgármestere úgy nyilatkozott, hogy a meteor elrepült a város felett, és a tőle mintegy egy kilométerre lévő tóba zuhant. Hivatalos források azt közölték, hogy a meteor egy darabja a Szatkai járásban hullott le, 80 kilométerre Cseljabinszktól.
A jekatyerinburgi Uráli Orosz Szövetségi Egyetem kutatói 52 darab fél–egy centiméteres meteoritdarabot találtak a Csebarkul-tó körzetében. A meteoritdarabok a rajtuk elvégzett vizsgálatok alapján a kondritok csoportjába tartoznak. A mérések alapján a meteor 4,45 milliárd éve keletkezett, és egy lökéshullám érte 115 millió évvel ezelőtt. 1,2 millió éve darabokra esett (esetleg a Földdel való közeli elhaladás következtében).
Az Orosz Tudományos Akadémia közleménye szerint az égitest körülbelül 68 ezer km/óra sebességgel haladt (lásd: hiperszonikus repülés) és a felszín felett 30 kilométeres magasságban darabokra esett. Katonai jelentések szerint hat méter széles krátert találtak a környéken. Ekkor fényesebb volt a Napnál még 100 kilométeres körzetben is.
Az esemény következtében több mint 1200 ember megsebesült, akiket kórházban kellett ellátni. Jelentős anyagi kár keletkezett. A légiveszélyre figyelmeztető szirénákat nem szólaltatták meg, hogy ne okozzanak pánikot.
A NASA által körülbelül 17 méteresre és 10 ezer tonnásra becsült test a légkörben felrobbant és akkora lökéshullámot keltett, ami a földkéregben a Richter-skála szerinti 2,7-es rengést okozott. A több mint ezer sérült zömét is a lökéshullám miatt kitörő ablakok szilánkjai sebezték meg. A robbanás erejét a NASA 600 kilotonnásra becsüli. A felszínre 4-6 tonna anyag hullott. Ezek között a legnagyobb egy 650 kg-os darab volt, amit október 16-án találtak meg búvárok a Csebarkul tóban.
A meteor északkeleti-keleti irányból közeledett, a földfelszínhez képest 20°-os szögben. A meteor a kisbolygóövből származhatott.
Az eseménynek nincs köze a 2012 DA14 jelzésű aszteroidához (ami ezen a napon haladt el a Földhöz közel), mivel pályájuk lényegesen különböző volt.

A cseljabinszki meteorit és egy autó nagyságának összehasonlítása

A jelenlegi földi technikai lehetőségek (beleértve a haditechnikát is) nem teszik lehetővé ekkora testek észlelését a világűrben, így a hasonló események előrejelzését sem. A kisbolygók megfigyelésére alkalmas legnagyobb távcsövek fényérzékenysége +24 magnitúdó körül van (ez 16 milliószor halványabb annál, mint amit szabad szemmel észlelni lehet). Ezzel az érzékenységgel és a megállapított sebesség mellett az esetleges észlelés után a légkörben való felizzásig nagyjából 2 óra telik el. Ebben az esetben, mivel a meteor nagyjából kelet felől, vagyis az éppen kelő Nap irányából érkezett, az optikai eszközökkel való észlelés elméletileg is lehetetlen.
Hasonló méretű meteor 100 évente egyszer várható a Föld légkörében.
A nukleáris robbantások tiltásának betartását ellenőrző Comprehensive Nuclear‑Test‑Ban Treaty Organization nemzetközi szervezet hálózatának 45 állomása közül 17 észlelte a meteor által keltett hangrobbanást (kezdő időpontja 03:22 UTC-kor volt), infrahang érzékelői segítségével. Megállapításuk szerint a 2009-es októberi „Celebeszi meteoresemény” nagyságrendjébe eső esetről van szó, amit a 15 000 kilométerre lévő antarktiszi állomáson is érzékeltek. A hangrobbanást több száz kilométer távolságban is hallani lehetett.

## További eredmények
- 2013. október 16-án a meteorit egy féltonnás darabját emelték ki a Csebarkul-tóból.[13]

## Valószínű eredete
Az eset utáni három évben több száz tudományos elemzés jelent meg róla. Több lehetséges aszteroida jelölt szóba került, mint a meteorit lehetséges forrása. Kutatók azt tartják legvalószínűbbnek, hogy a Ptah csoportból eredt, amit hasonló pályán mozgó aszteroidák alkotnak (a csoport egyik legnagyobb tagja a névadó Ptah aszteroida). Ez abból a szempontból érdekes a számunkra, hogy hasonló becsapódási esemény megtörténhet a jövőben is, bár a kutatók többsége egyetért abban, hogy ennek valószínűsége csekély; hasonló nagyságrendű eset egy évszázad alatt csak néhányszor történik meg. Annak az esélye pedig, hogy ez egy Cseljabinszkhoz hasonló nagyságú város közelében történjen, 10 000 évente egyszer esik meg.